# فرقة المشاة 23 (الولايات المتحدة الأمريكية)
فرقة المشاة الـ23، المعروفة أكثر باسم شعبة (Americal) تابعة لجيش الولايات المتحدة تم تفعيلها في 27 مايو 1942 على جزيرة كاليدونيا الجديدة. أثناء حالة الطوارئ فورا بعد هجوم بيرل هاربور، كانت الولايات المتحدة قد أرسلت على عجل ثلاثة أفواج فردية للدفاع عن كاليدونيا الجديدة في حالة هجوم ياباني آخر ضدها. وكان هذا التقسيم الوحيد الذي تشكل خارج أراضي الولايات المتحدة خلال الحرب العالمية الثانية (التمييز فإنه سيكرر عندما إصلاحه خلال حرب فيتنام).